# کوت سارنگ
کوت سارنگ (به انگلیسی: Kot Sarang) یک روستا در پاکستان است که در ناحیه چکوال واقع شده‌است.